# Charles Ferton
Pour les articles homonymes, voir Ferton.
 (mars 2019).
Si vous disposez d'ouvrages ou d'articles de référence ou si vous connaissez des sites web de qualité traitant du thème abordé ici, merci de compléter l'article en donnant les références utiles à sa vérifiabilité et en les liant à la section « Notes et références ».
Charles Ferton (Louis Antoine François Charles) est un entomologiste français, né le 17 janvier 1856 à Chierry et mort le 30 avril 1921 à Bonifacio.

## Biographie
Il est le fils de Charles Ferton pépiniériste et Maire de Chierry (Aisne), membre fondateur de la société d'agriculture et d'horticulture de Château-Thierry et de Ferdinande Louise Victoire Appoline Bujot. Il étudie au lycée Louis-le-Grand puis à l’École polytechnique (Promotion X1875). Il en sort avec le grade de lieutenant. Il est affecté à Besançon (1880 à 1881), puis à Avignon (1882 à 1886). C’est là qu’il découvre l’œuvre de Jean-Henri Fabre (1823-1915) et commence à se passionner pour l’entomologie. Il continue à changer d’affectation et séjourne notamment en Algérie. Il étudie dès qu’il le peut les insectes et particulièrement les hyménoptères. Il finit par être affecté à Bonifacio à partir de 1895 où il reste jusqu’à sa mort. Le 12 juillet 1897 par décret, il est nommé Chevalier de la Légion d'Honneur puis promu au grade d'Officier le 03 janvier 1918. Il contribue à de significatifs progrès dans la connaissance de la biologie des hyménoptères. Il démontre la fausseté de certaines observations de Fabre. Membre de la Société entomologique de France en 1890, il reçoit le prix Jean Dollfus en 1910 puis est fait membre honoraire en 1917. Il sera également correspondant de la Société linnéenne de Bordeaux, qui signale son décès en 1921 dans son bulletin. Il s’intéresse en outre à la géologie et à l’archéologie de la Corse où il choisit volontairement de demeurer, tant le terrain est riche de sujets d'études.